# Reggenza di Nias Settentrionale
La reggenza di Nias Settentrionale (in indonesiano: Kabupaten Nias Utara) è una reggenza dell'Indonesia, situata nella provincia di Sumatra Settentrionale.